# Пасман, Марк Калманович
Марк Ка́лманович Па́сман (лат. Marks/Maksis Pasmanis; 25 апреля 1908 года, Режица, Витебская губерния, Российская империя — 31 октября 1942 года, Рига, Латвия) — латвийский борец, силовой акробат, артист цирка.

## Биография
Родился в Режице в семье зубного врача Калмана Марковича (Маркусовича, Мордуховича) Пасмана (1877—1917), которому принадлежала аптека «Фармацевтические товары». Родители — Калман Пасман и Ента Хаит — заключили брак в 1903 году в Риге. С началом Первой мировой войны отец Марка Пасмана вольноопределяющимся пошёл в действующую армию. За проявленное мужество был награждён двумя солдатскими орденами Святого Георгия, орденом Святого Владимира. Впоследствии был произведен в офицеры, и в чине капитана встретил Февральскую революцию. Калман Пасман погиб, защищая остров Эзель от немецкого десанта в 1917 году.
Отец привил Марку любовь к спорту, постоянно закаляя и тренируя сына с самых ранних лет. C семи лет Пасман начал обучаться джигитовке, плаванию и гимнастике, а путь во взрослый спорт начался в 1923 году — как боксера в легком весе. Будучи мастером бокса в легком весе, Пасман вскоре заменил этот вид спорта греко-римской борьбой.
Пасман отправился на учёбу в Вену и продолжил тренироваться, его вес увеличился с 60 до 90 килограмм. В 1929 году началась профессиональная карьера: на соревнованиях в Вене Пасман занял 3-е место. Затем он совершил кругосветное турне — Германия, Венгрия, Франция, Италия, Советский Союз и Южная Америка, Тунис и Алжир.
В 1932 г. в берлинском цирке Буша Пасман встречался на чемпионате мира с титулованным швейцарцем Рудольфом Грюнейзеном, которому проиграл после 49-минутной упорной схватки.
В 1935 г. Пасман выиграл большой чемпионат в Мариуполе. В ноябре 1936 г. в Париже одержал победу над американским бойцом смешанного стиля доктором Ленгалем, через месяц — победил борца из Турции Гаджульяна. Незадолго до этого, в мае 1936 г., Марк Пасман выступил в Бордо против известного чемпиона Европы по вольной борьбе — француза Анри Деглана. Полуторачасовая встреча в присутствии десяти тысяч зрителей закончилась вничью.
В Париже Пасман проводит время в баре «Кач» у своего друга, чемпиона мира Николая Квариани. Не забывая свои еврейские корни, Пасман общается и с Авигдором Миркиным — руководителем полевых тренировочных лагерей сионистов-ревизионистов во Франции и создателем первого в Париже клуба джиу-джитсу. В 1936 г. Пасман стал почетным гостем на аттестации «силового крыла» парижских сионистов на черный пояс по джиу-джитсу.
В 1937 г. Пасман планировал открыть в Париже школу спорта, гимнастики и физической культуры. Значительную материальную помощь в организации этого дела Пасману оказывал барон Ротшильд, который несколько раз видел Пасмана во время поединков и заинтересовался карьерой молодого борца.
Выступление в том же году в брюссельском цирке «Рояль» закончилось сравнительно легкой победой Пасмана над чемпионом Чехословакии Стрезняком за 18 минут. В 1937 г. Пасман участвовал в соревнованиях в продолжительном турне по Соединенным Штатам Америки.
Помимо спортивных чемпионатов, Марк Пасман выступал с собственными развлекательными номерами в модном рижском ресторане «Отто Шварц». Например, на одном из вечеров в августе 1936 г. Пасман появился в ресторане в качестве «танцора с собственным оркестром на мизинце правой руки». Он же раздавал присутствующим дамам монограммы из кусков железа.
В 1941 году выступал в рижском цирке как силовой акробат.
Во время Второй мировой войны Марк Пасман был депортирован в гетто, где вошел в состав еврейской полиции — «службы порядка», которая практически полностью участвовала в группе сопротивления. После неудачной попытки группы заключенных бежать из гетто 28 октября 1942 г., в результате которой были застрелены 8 гестаповцев, немцы в качестве акции возмездия расстреляли около 80 человек. Среди расстрелянных в Бикерниекском лесу было и 34 молодых «полицейских», один из них — Марк Пасман. Марк Пасман был похоронен в братской могиле на Старом еврейском кладбище в Риге.